# Notiothereva aurea
Notiothereva aurea är en tvåvingeart som beskrevs av Webb 2005. Notiothereva aurea ingår i släktet Notiothereva och familjen stilettflugor. Inga underarter finns listade i Catalogue of Life.